# Eli Suárez
Máximo Salvador Eli Suárez Once (Buenos Aires, Argentina, 12 de enero de 1978) es un músico argentino, conocido por ser el líder de la banda de rock Los Gardelitos.
Suárez es el único integrante de la banda que ha participado de todas las producciones discográficas.

## Biografía
Eli Suárez nació el 12 de enero de 1978 en Buenos Aires Argentina. Es hijo del artista Eduardo «Korneta» Suárez e Hilda Nelida «Yuli» Once, quien fundó la banda de rock Los Gardelitos en la década de 1990. Desde temprana edad experimentó «sonidos en la guitarra acústica que Korneta usaba para componer» y cuando tenía 10 años se involucró junto con su hermano en un proyecto musical llamado Los Batatógenos del Dos Mil. Con tan solo 12 años acompañaba a su padre, quien en aquella época se presentaba en bares y discotecas contando historias de extraterrestres, astronautas, cultura hippie, sociedad y de otros temas.
En el colegio le enseñaron temas y conceptos relacionados con la armonía, esto despertó su interés por la música. A menudo, veía y escuchaba grabaciones del guitarrista estadounidense Jimi Hendrix. A medida que pasaron los años se interesó mucho en el estilo musical del británico David Gilmour. Eli inició oficialmente su carrera artística en 1993, después de participar en un festival en Ciudad Oculta con una guitarra eléctrica que le había regalado su padre de marca Fender Stratocaster. En 1994 empezó a acompañar más asiduamente a su padre en bares y realizaban breves presentaciones en compañía de alguna otra persona. En 1995 se formó el grupo Los Gardelitos, banda de rock liderada por «Korneta» Suárez, Eli, Bruno (su hermano) y Jorge Rossi, este último amigo de la familia. Los Gardelitos fue un proyecto personal de «Korneta», quien finalmente tomó la decisión de inmiscuir a sus propios hijos.
En 1996 participó de la primera producción discográfica, Rock Sudaka, trabajo que finalmente salió al mercado gracias a la venta de una camioneta. Eli Suárez y la banda se presentaban en distintos escenarios, siempre defendiendo los derechos humanos y sociales de las personas más necesitadas. El grupo lanzó su primer álbum de estudio titulado Gardeliando, cuyas canciones fueron obras de «Korneta» Suárez a excepción de un tema instrumental de Eli. Sus siguientes trabajos junto a la banda fueron Fiesta Sudaka (Parte 1) (1999) y En tierra de sueños (Parte 2) (2004), este último editado 12 días antes de la muerte de su padre, quien estuvo desaparecido por varios días y falleció a causa de agresiones físicas. A partir de este suceso, Eli Suárez se hace con el liderazgo pleno del grupo.
En 2006, Eli Suárez y la banda lanzaron su primer álbum en vivo titulado Ahora es nuestra la ciudad. Este nuevo material fue interpretado en distintos escenarios, entre ellos, en el estadio All Boys ante 10 000 seguidores y el estadio Obras Sanitarias.

## Discografía

### Oficial
- Gardeliando (1998)
- Fiesta Sudaka (Parte 1) (1999)
- En tierra de sueños (Parte 2) (2004)
- Oxígeno (2008)
- Ciudad Oculta (2014)

### Demos
- Rock Sudaka (1996)

### En vivo
- Ahora es nuestra la ciudad (2006)
- Cine Teatro Los Gardelitos (2011)
- Sortilegio de Arrabal (2019)